# بازيليو أولارا أوكيلو
بازيليو أولارا أوكيلو (بالإنجليزية: Bazilio Olara-Okello) (1929 - 9 يناير 1990)، هو جنرال أوغندي وأحد قادة التحالف العسكري الذي أطاح بنظام الرئيس عيدي أمين عام 1979. كما كان قائد انقلاب يوليو 1985 ضد الرئيس ميلتون أوبوتي، وبعد ذلك شغل منصب رئيس البلاد لمدة يومين. ثم تم استبداله بـ تيتو أوكيلو. 